# Herdenkingsdecoratie voor het 300-jarig bestaan van de Romanov-dynastie
In 1913 werd het 300-jarig bestaan van de in Rusland regerende dynastie der Romanovs zeer uitgebreid gevierd. Een aantal edelen kreeg van tsaar Nicholaas II een gedeeltelijk verguld zilveren ereteken, de Herdenkingsdecoratie voor het 300-jarig bestaan van de Romanov-dynastie, die op de borst gedragen mocht worden.
Op het zilveren ereteken is binnen een vergulde lauwerkrans een met een zwaard en een rond schild bewapende griffioen in filigraan aangebracht. Op de schildzoom staan acht koppen van griffioenen. De decoratie draagt op de achterzijde een gehaltestempel voor 825/1000 en het kokolnikkopkeur van Sint-Petersburg. Er is geen jaarletter. De decoratie werd met een grote schroef op de achterzijde en een zilveren schroefplaat op rokjas of uniform bevestigd.

Het zou om het oudste wapenschild der Romanovs gaan. De Tsarenkroon boven het schild is van veel latere datum.
Bijzonder is dat het recht om de decoratie te dragen erfelijk is. Erfelijke onderscheidingen zijn vrij zeldzaam maar zij komen in Rusland en ook in Mecklenburg voor.
De Romanovs delen hun oorsprong met 24 andere Russische adellijke families. Hun eerste gemeenschappelijke voorvader is een zekere Andrej Kobyla, die bekend is als bojaar in de dienst van Semjon I van Moskou. Latere generaties wezen aan Kobyla de meest illustere voorvaders toe. Aanvankelijk beweerde men dat hij uit Pruisen in 1341 naar Moskou kwam, waar zijn vader een beroemde rebel was geweest.

Tijdens de regeerperiode van Ivan de verschrikkelijke werd de familie Zacharin-Jakovlev bekend als Jakovlev terwijl de kleinkinderen van Roman Zacharin-Joerijev hun naam in Romanov veranderden.

In 1613 besteeg een Romanov, Michaël Fjodorovitsj Romanov als Michaël I van Rusland de Russische troon.
Orde van Sint-Andreas de Eerstgeroepene ·
Orde van de Heilige Catharina ·
Sint-Jorisorde ·
Orde van Sint-Anna ·
Alexander Nevski-orde ·
Orde van de Witte Adelaar (Polen) ·
Orde van Sint-Stanislaus ·
Orde van Sint-Vladimir ·
Herdenkingsdecoratie voor het 300-jarig bestaan van de Romanov-dynastie ·
Orde van het Rode Kruis voor Vrouwen en Meisjes ·
Soevereine Militaire Hospitaalorde van Sint-Jan van Jeruzalem en Malta in Rusland ·
Held van de Arbeid (1922) ·
Orde van de Rode Vlag van de Arbeid ·
Leninorde ·
Leninprijs ·
Held van de Sovjet-Unie ·
Gouden Ster ·
Orde van de Oktoberrevolutie ·
Ereteken van de Sovjet-Unie ·
Orde van de Glorie van de Arbeid ·
Orde van de Rode Banier ·
Held van de Socialistische Arbeid ·
Moeder-Heldin .
Heldenstad ·
Meester in de sport ·
Orde van de Vriendschap ·
Orde van de Vaderlandse Oorlog ·
Orde van de Eer ·
Orde van de Glorie ·
Orde van Nachimov ·
Orde van Koetoezov ·
Orde van Oesjakov ·
Orde van Soevorov ·
Orde van Bogdan Chmelnitski ·
Orde van de Rode Ster ·
Orde van de Heilige Aartsengel Michaël ·
Onderscheidingskruis van de Heilige Apostelgelijke Vorstin Olga ·
Orde van Sint-Nicolaas de Wonderdoener
Zie ook: Ridderorden in Rusland · Orden van de Sovjetrepublieken · Orden van de Sovjet-Unie · Medailles van de Sovjet-Unie